# Кривошеїн Віталій Володимирович
Віта́лій Володи́мирович Кривоше́їн (*17 серпня 1970) — український політолог, соціолог, доктор політичних наук, професор, завідувач кафедри соціології факультету суспільних наук та міжнародних відносин Дніпропетровського національного університету імені Олеся Гончара (з 2012 року), фахівець з ризикології, політичний експерт, політтехнолог, консультант.

## Наукова та викладацька діяльність

Віталій Кривошеїн читає лекцію

Віталій Кривошеїн закінчив Дніпропетровський державний університет (зараз — Дніпровський національний університет імені Олеся Гончара) за спеціальністю «Політологія». У 2003 р. захистив дисертацію на здобуття наукового ступеня кандидата політичних наук за спеціальністю 23.00.01 — теорія та історія політичної науки.
У 2010 р. захистив дисертацію на здобуття наукового ступеня доктора політичних наук за спеціальністю 23.00.01 — теорія та історія політичної науки.
З 1997 р. працює викладачем, з 2003 р. доцентом, а з 2011 р. професором кафедри політології ДНУ ім. О. Гончара. З липня 2012 року працює завідувачем кафедри соціології. У лютому 2014 р. В. Кривошеїну присвоїли вчене звання професора.  Викладає навчальні дисципліни «Методологія та програмування соціологічних досліджень», «Соціологія ризику», «Електоральна соціологія», «Організація роботи соціологічних служб».
Є одним із засновників наукового міждисциплінарного напряму соціально-політичної ризикології, яка утворена на стику соціології, політології та загальної ризикології. Автор понад 350 наукових праць, в т.ч. 12 монографій, 6 підручників та навчальних посібників.
Досліджує соціально-політичні ризики як феномени суспільного життя, політичний імідж, проблеми електоральної демократії. Зокрема, В. Кривошеїну належить розробка концептуально-парадигмальних та наукознавчо-праксеологічних засад соціально-політичної ризикології, яка визначається як наука, що вивчає закономірності, принципи й інструментарій виявлення, врахування, оцінювання соціально-політичних ризиків та управління ними. Структура соціально-політичної ризикології включає такі галузі: теорія соціально-політичного ризику, яка розкриває концептуальні засади соціально-політичної ризикології, визначає її понятійно-категоріальний апарат, моделі постановки дослідницьких проблем, способи осмислення мети та підходи до об’єкта; соціально-політичний ризик-аналіз, який передбачає весь спектр дій щодо оцінювання та вивчення ризикованості соціально-політичної етіології; соціально-політичний ризик-менеджмент, який являє собою спеціальний вид управлінської діяльності, спрямований на зменшення негативного впливу соціально-політичних ризиків на результати суб’єктів діяльності; соціально-політичний ризик-консалтинг, який розглядається як різновид професійної допомоги суб’єктів певної діяльності (клієнтові) у виконанні їх спеціалізованих завдань на основі зниження соціально-політичних ризиків їхньої професійної діяльності.
Участь у роботі спеціалізованих вчених рад при ДНУ: з політичних наук К 08.051.08 (2006-2009 рр.), Д 08.051.08 (з 2012 р.); з філософських наук Д 08.051.11 (з 2015 р.).
Є членом редколегій наукових видань: «Грані. Науково-теоретичний альманах» (м. Дніпро), «Філософія і політологія в контексті сучасної культури. Науковий журнал» (м. Дніпро), «Вісник Дніпропетровського університету. Серія: Філософія, соціологія, політологія» (з 2019 року – «Epistemological studies in Philosophy,Social and Political Sciences») (м. Дніпро), «Вісник Національного юридичного університету імені Ярослава Мудрого». Серія: Філософія, філософія права, політологія, соціологія» (м. Харків).
Підготував 5 кандидатів політичних наук, 1 кандидата соціологічних наук.
Дружина — Ірина Миколаївна Ковальська, кандидат історичних наук, доцент кафедри української історії та етнополітики ДНУ, донька відомого українського історика та джерелознавця М. П. Ковальського.